# Erwin von Helmersen

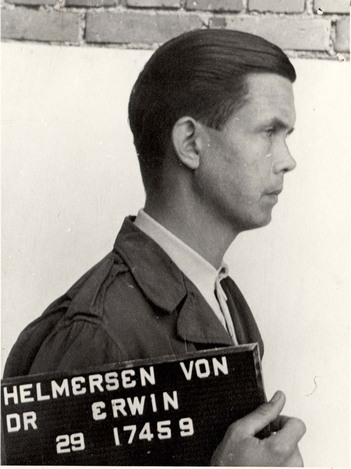
Erwin von Helmersen in alliierter Internierung. Das Haftbogenfoto wurde zwischen 1945 und 1947 aufgenommen.

Erwin Joseph August von Helmersen (* 4. November 1914 in Bremen; † 12. April 1949 in Krakau) war ein deutscher SS-Hauptsturmführer (1944) und als Lagerarzt im KZ Auschwitz-Birkenau eingesetzt.

## Leben
Erwin von Helmersen war Angehöriger des Adelsgeschlechts von Helmersen. Er studierte nach dem Abschluss seiner Schullaufbahn in den 1930er Jahren Medizin an der Universität Bonn. 1933 trat er der SA bei, am 7. Juni 1937 beantragte er die Aufnahme in die NSDAP und wurde rückwirkend zum 1. Mai desselben Jahres aufgenommen (Mitgliedsnummer 4.194.453). Im Nationalsozialistischen Studentenbund war er Mitarbeiter im Amt für politische Erziehung und wurde in der Folge dessen Leiter. Seine dem Wehrdienst vorstehende Arbeitspflicht leistete er wahrscheinlich ab Mitte der 1930er Jahre beim Reichsarbeitsdienst ab. Der SS trat er 1940 bei (SS-Nummer 372.240). Nach Ausbruch des Zweiten Weltkrieges war er als Arzt bei dem 301. Infanterie-Regiment beziehungsweise dem 3. Sanitätsbataillon Berlin eingesetzt. Ab Dezember 1942 arbeitete er im SS-Lazarett Berlin-Lichterfelde und war Doktorand bei Fritz Lenz am Kaiser-Wilhelm-Institut für Anthropologie, menschliche Erblehre und Eugenik (KWI-A) in Berlin-Dahlem. Mit der Dissertation: Die Nachkommenschaft einer armenischen Familie in einem deutschen Siedlungsdorf in der Bukowina wurde Helmersen  im August 1943  promoviert. Von August 1943 bis Oktober 1944 war von Helmersen als Lagerarzt im KZ Auschwitz-Birkenau eingesetzt, wo er unter anderem im „Zigeunerlager“ tätig war. Helmersen soll in Auschwitz-Birkenau an Selektionen von kranken Häftlingen für die Gaskammer und an den Sterilisierungsversuchen von Carl Clauberg teilgenommen haben. Nach Oktober 1944 war er beim SS-Fallschirmjäger-Bataillon 500 und im SS-Lazarett Prag eingesetzt.
Nach Kriegsende befand sich von Helmersen in amerikanischer Internierung. Am 14. Oktober 1947 wurde er nach Polen überstellt. Vom Bezirksgericht in Krakau wurde er am 17. Januar 1949 zum Tode verurteilt und am 12. April 1949 hingerichtet.